# Félix Hippolyte Larrey
Pour les articles homonymes, voir Larrey.
Félix Hippolyte Larrey, né le 18 septembre 1808 à Paris et mort le 8 octobre 1895 à Bièvres, 2e baron Larrey, est un médecin militaire et homme politique français. 
Médecin chef de l'armée, il fut le médecin de Napoléon III, député des Hautes-Pyrénées entre 1877 et 1881 et membre de l'Institut de France (Académie des Sciences, membre libre, 9 décembre 1867).

## Biographie
Il est le fils de Dominique Larrey (1766-1842), chirurgien en chef de la Grande Armée, et de Marie-Elisabeth Laville-Leroux, peintre.
Professeur agrégé à Paris en 1835, après une thèse sur les fractures, il accompagna son père comme secrétaire en Algérie pendant l'inspection de 1842, il devient médecin militaire de 1re classe en 1839, puis chirurgien au Val-de-Grâce et  professeur de pathologie chirurgicale à l'École de médecine et de chirurgie militaire en 1841. Devenu membre de l'Académie de médecine en 1850, il est nommé chirurgien de l'Empereur en 1853 et médecin-inspecteur de l'armée en 1858. Il est le médecin en chef de l'armée d'Italie en 1859. L'année suivante, en 1860, il devient conseiller général de Bagnères-de-Bigorre. Il est nommé président de l'académie de Médecine en 1863. Lors des combats de Solférino, son cheval est tué alors qu'il se trouve aux côtés de Napoléon III. En 1870, il est médecin en chef à l'armée du Rhin, il arrive à regagner Paris par la Belgique où il participe aux services sanitaires de la capitale. Il reçoit alors des insignes de Grand officier de la Légion d'honneur le 15 octobre 1871 et fait membre du conseil de l'ordre. 
En 1876, il est battu aux élections législatives dans la circonscription de Bagnères contre l'élu républicain M. Duffo (9 286 voix contre 9 809). En 1877, il se présente de nouveau et cette fois bat M. Duffo (12 964 voix contre 7 556). À l'Assemblée, il siège avec le groupe de droite l'Appel au peuple et s'oppose aux différents gouvernements républicains qui se succèdent. Il ne se représente pas en 1881 et se consacre à ses travaux de médecine.
Mort à Bièvres, à 87 ans, en octobre 1895, il est inhumé au cimetière du Père-Lachaise (37e division).
Propriétaire du petit château de Bièvres dans l'Essonne, il fit de sa compagne (ils ne se sont jamais mariés), Juliette Dodu (1848-1909), prétendue espionne française et héroïne de la guerre de 1870, sa légataire universelle.
Il a écrit une biographie de la mère de Napoléon.
Il donne son nom au nouvel hôpital militaire de Toulouse, construit en 1984 pour remplacer l'ancien fondé par son grand-oncle Alexis Larrey et intégré en 2000 au CHU.

## Œuvre
- Relation chirurgicale des événements de juillet 1830, à l'hôpital militaire du Gros-Caillou, Paris : Béchet, 1831, in-8°, 152 p.
- Histoire chirurgiquale du siège de la citadelle d'Anvers, Paris : impr. de Mme Huzard, 1833, in-8°, 372 p.
- Concours pour l'agrégation à la Faculté de médecine de Paris le 1er juil. 1835. "Quel est le meilleur traitement des fractures du col du fémur?" Thèse soutenue en août 1835 par HY. Larrey, Paris : impr. et fonderie de A. Pinard, 1835, in-4°, 60 p.
- Traitement des fractures des membres par l'appareil inamovible, Bruxelles : Établissement encyclopédique, 1836, in-8°, 123 p.
- De la méthode analytique en chirurgie, Paris : impr. de Moquet, 1841, in-8°, 39 p.
- Mémoire sur les plaies pénétrantes de l'abdomen compliquées d'issue de l'épiploon, Paris : J.-B. Baillière, 1845, in-4, 21 p.
- Kyste pileux de l'ovaire, compliqué d'une fistule urinaire vésico-abdominale et d'un calcul dans la vessie : gastrotomie et taille hypogastrique, Paris : J.-B. Baillière, 1846, in-4°, 20 p.
- Bichat né en 1771, mort en 1802, Paris : impr. Langlois et Leclerc, 1847, in-4°, 14 p.
- Tumeur fibreuse du sein, Paris : impr. de L. Martinet, 1849, in-8°, 3 p.
- Ablation complète du menton par un coup de canon, Paris : de L. Martinet, 1850, in-8°, 16 p.
- Mémoire sur l'adénite cervicale observée dans les hôpitaux militaires, et sur l'extirpation des tumeurs ganglionnaires du cou, Paris : J.-B. Baillière et fils, 1851, in-4°, 93 p.
- Rapport de M. H. Larrey à la Société de chirurgie, sur les travaux de J.-R. Duval, Paris : impr. de Plon frères, 1853, in-8°, 5 p.
- Discours prononcé aux obsèques de M. Duval, Paris : impr. de Plon frères, 1854, in-8°, 7 p.
- Rapport à la Société de chirurgie sur l'éléphantiasis du scrotum, Paris : V. Masson, 1856, in-4°, 172 p.
- Notice sur le Dr Ernest Cloquet... lue à l'Académie, dans la séance du 15 janv. 1856, par le professeur Bon H. Larrey, Paris : J.-B. Baillière, 1856, in-4°, 7 p.
- De l'occlusion des paupières dans le traitement des ophtalmies et des maladies des yeux, Paris : J.-B. Baillère, 1856, in-8°, 23 p.
- Discours prononcé aux obsèques de M. Amussat, le 16 mai 1856, Paris : J.-B. Baillière, 1856, in-8°, 16 p.
- De l'Ethérisation sous le rapport  de la responsabilité médicale, Paris : J.-B. Baillière  et fils, 1857, in-8°, 28 p.
- Inauguration de la statue de Bichat, le 16 juill. 1857, à la Faculté de médecine de Paris. Discours de M. le Baron H. Larrey, au nom de la Société médicale d'émulation, Paris : impr. de F. Malteste, 1857, in-8°, 24 p.
- Rapport sur l'état sanitaire du camp de Châlons, sur le service de santé de la garde impérial, et sur l'hygiène des camps, Paris : impr. de H. et C. Noblet, 1858, in-8°, 141 p.
- Des amputations consécutives à l'ostéomyélite, dans les fractures des membres par armes à feu, J.-B. Baillière et fils, 1860, in-8°, 31 p.
- De l'amputation de la cuisse dans l'articulation (avec un cas de succès). Rapport lu à la Société de chirurgie par M. le Baron H. Larrey, sur un mémoire de M. William Sands Cox, Paris :impr. de H. Plon, 1860, in-8°, 16 p.
- De la désarticulation coxo-fémorale au point de vue de la chirurgie d'armée, Paris : V. Masson, 1860, in-4°, 28 pé.
- Discussion sur la résection de la hanche, Paris : J.-B. Baillère et fils, 1861, in-8°, 21 p.
- Extraction des corps étrangers de l'articulation du genou, Paris : impr. Plon, 1861, in-8°, 4 p.
- Notice sur l'hygiène des hôpitaux militaires, Paris : J.-B. Baillière et fils, 1862, in-8°, 64 p.
- Discours prononcé aux obsèques de M. Alphonse Robert le 4 déc. 1862, Paris : J.-B. Baillère et fils, 1862, in-8°, 11 p.
- Discours prononcé, le 6 janvier 1863 à l'Académie impériale de médecine, Paris : J.-B. Baillière et fils, 1863, in-8°, 7 p.
- Discours prononcé le 29 déc. 1863 à l'Académie impériale de médecine par le président M. le baron H. Larrey, Paris : J.-B. Baillière et fils, 1863, in-8°, 10 p.
- Traitement des entorses par l'appareil ouaté, Paris : impr. de Plon frères, 1863, in-8°, 6 p.
- Discours prononcé aux obsèques de M. Amboise Willaume, Paris : V. Rozier, 1863, in-8°, 16 p.
- Discours prononcé aux obsèques de Ribes, Paris : impr. de F. Malteste, 1864, in-4°, 4 p.
- Programme d'instructions sommaire sur la médecine, Paris : V. Rozier, 1864, in-8, 15 p.
- Discussion sur l'hygiène des hôpitaux, Paris : H. Plon, 1864, in-8°, 15 p.
- Rapport sur les travaux insérés dans la "Gazette de Mexico", Paris : impr. impériale, 1865 - 1868, in-8°, total de 25 p.
- Discours prononcé aux obsèques de M. Gimelle, au nom de l'Académie impériale de médecine, Paris : Baillière et fils, 1865, in-8°, 11 p.
- Notice sur les titres, services et travaux scientifiques, Paris : impr. de Parent, 1867, in-4°, 68 p.
- Académie impériale de médecine. Rapport lu à l'Académie impériale de médecine, le 20 nov. 1866, par M. le Baron H. Larrey, au nom de la commission du prix de l'Académie...sur le mémoire présenté par le Dr Albert Pujas, Paris : A. Parent, 1867, in-8°, 16 p.
- Rapport... par le Bon H. Larrey, sur un mémoire de M. Raph. Lucio et Ign. Alvarado, traduit par M. Rebstock, concernant le mal de Saint-Lazare ou éléphantiasis des Grecs, Paris : impr; impériale, 1868, in-8°, 8 p.
- Etude sur la trépanation du crâne dans les lésions traumatiques de la tête, Paris : V. Masson et fils, 1869, in-4°, 123 p.
- Recherche et observations sur la hernie lombaire, Paris : J.-B. Baillère et fils, 1869, in-8°, 35 p.
- Institut impérial de France. Discours prononcé au nom de l'Académie des sciences, à l'inauguration de la statue de Guillaume Dupuytren, à Pierre-Buffière (Hte-Vienne) le 17 oct. 1869, Paris : impr. de Didot frères, 1869, in-4°, 32 p.
- Académie impériale de médecine. tableau de la fièvre jaune à Valence, peint par J. Aparicio, Paris : J.-B. Baillière, 1870, in-8°, 8 p.
- Discours prononcé aux obsèques de M. Auguste Duménil, le 15 nov. 1870, Paris : impr. de Firmin-Didot, 1870, in-4°, 15 p.
- Discours prononcé aux obsèques de M. F.-A. Longet le 7 déc. 1871, Paris, J.-B. Baillière et fils, in-8°, 15 p.
- Notice historique sur le général Daumesnil, lu le 26 mai 1873 à l'inauguration de sa statue, à Vincennes, Paris : impr. de A. Pougin, 1873, in-16, 40 p.
- Société protectrice des animaux à Paris. Combats et courses de taureaux, communication faite au nom des sociétés protectrices des animaux en Espagne, aux autres sociétés protectrices des animaux établies dans les deux mondes (en collaboration avec C. Millet), Paris : secrétariat de la Société, 1879, in-8°, 10 p.
- Société protectrice des animaux à Paris, 28e séance annuelle. Allocution de M. le Bon H. Larrey. Distribution des récompenses, Paris :impr. de E. de Soye et fils, 1880, in-8°, 10 p.
- Discours prononcé mar M. le Baron Larrey, séance du 14 juin 1880. Projet de loi sur l'administration de l'armée (chambre des députés), Paris : A. Wittersheim, 1880, in-8°, 80 p.
- Funérailles de M. Sédillot, le vendr. 2 fév. 1883. Discours de M. Gosselin, suivi du discours du Baron H. Larrey, Paris : impr. de Firmin-Didot, 1883, in-4°, 10 p.
- Discours prononcé le 28 fév. 1883, aux obsèques de M. le Baron Jules Cloquet, au nom de l'Académie des sciences, Paris : impr. de Firmin-Didot, 1883, in-4°, 10 p.
- Madame mère (Napoleonis mater) : essai historique, Paris : E. Dentu, 1892, 2 vol., in-8°, 569 et 576 p.
- De la ténotomie dans les fractures, Paris : impr. de L. Martinet, s. d., in-8°, 2 p.
- Tumeur fibreuse de la mamelle, Paris : S. I., s. d., in-4°
- Tumeur fibro-plastique de la cuisse, présentation du malade opéré, Paris : impr. de H. Plon, s. d., in-8°, 4 p.
- Candidature chirurgicale à l'Académie royale de médecine. Exposé des titres de M. H. Larrey, Paris : impr. de Hauquelin et Boutauche, s. d., in-8°, 7 p.
- Collection des photographies de  chirurgie du musée médical de l'armée américaine, Paris : J.-B. Baillère et fils, s. d., in-8°, 2 p.
- Conclusions d'un mémoire sur le trépan, Paris : impr. de J. Claye, s. d., in-8°, 4 p.
- Deux cas d'anévrisme poplité guéris par la compression, Paris : impr. de H. Plon, s. d., in-8°, 11 p.
- Discours prononcé à l'inauguration de la statue de Bichat, Paris : impr. de Bourgogne et Martinet, s. d., in-8°, 15 p.
- Amputation sous-astragalienne : présentation faite par M. H. Larrey à la Société de chirurgie, Paris : impr. H. Plon, s.d., in-8°, 3 p.
- Luxation du gros orteil avec plais et issue de la tête du premier métatarsien, résection de celle-ci, guérison, Paris : impr. de H. Plon, s. d., in-8°, 8p.
- De la résection du genou dans les blessures par armes à feu de l'articulation, Paris : impr. de H. Plon, s. d., in-8°, 8 p.
- Prothèse de la résection de l'humérus, Paris : impr. de H. Plon, s.d., in-8, 4 p.
- Candidature chirurgicale à l'Académie royale de médecine, Paris : impr. de Hauquelin et Bautruche, s.d., in-8°
- Notice sur l'hygiène militaire, Paris : impr. de d'Urtube et Worms, s.d., in-8°, 16 p.
- Notice sur la chirurgie militaire, Paris : impr. de A. Everat, s.d., in-8°, 15 p.
- Section du tendon d'Achille, à la suite de l'amputation partielle du pied, Paris : impr. P. Renouard, s.d., in-8°, 4 p.
- Tumeur dégénérée du genou, observation recueillie par le Dr H. Larrey, Paris : impr. de F. Mateste, s.d., in-8°, 11 p.
- Anévrisme artérioso-veineux du pli du bras, Paris : impr. de H. Plon, s.d.pr. de H. Plon, s.d., in-8°, 3 p.
- Fractures, Paris : impr. de Moreau, s.d., in-8°, 15 p.
- Tumeur de la cuisse, présumée fibro-plastique, Paris : impr. de H. Plon, s.d., in-8°, 3 p.
- Rapport sur une observation de mal perforant des deux pieds, et sur une observation de fracture de la cuisse compliquée d'oblitération de l'artère poplitéen et suivie de gangrène du membre, Paris : impr. de F. Malteste, s.d., in-4°, 12 p.
- Sur les perforations et les divisions de la voûte palatine, Paris : impr. de F. Malteste, s.d., in-4°, 11 p.
- Tumeur du poignet, kyste osseux multiloculaire de l'extrémité inférieure du radius, Paris : impr. de H. Plon, s.d., in-8°, 4 p.
- Tumeur présumée fibro-plastique, Paris : impr. de H. Plon, s.d., in-8°, 4 p.
- Exposé des titres de M. H. Larrey, Paris : impr. de Rignoux, s.d., in-4°, 27 p.
- Discours de M. H. Larrey à la Société de chirurgie dans la séance du 7 juil. 1852. Eloge d'Auguste Bérard, Paris : impr. de Plon frères, s.d., in-8°, 10 p.
- Quelques mots de M. H. Larrey sur la syphilisation, Paris : impr. de L. Martinet, s.d., in-8°, 8 p.
- Rapport de M. H. Larrey sur les "Éléments de chirurgie militaire" de sir Georges Ballingall, Paris : impr. de Plon frères, s.d., in-8°,6 p.
- Rapport sur un ouvrage de chirurgie de Mr le professeur Riberi (de Turin), Paris : impr. de H. Plon, s.d., in-8°, 8 p.
- Observation de monstruosité dite "pygopage" recueillie par les Drs Joly Peyrat, et communiquée à l'Académie de médecine le 20 janv. 1874 par le baron H. Larrey, Paris : impr. de E. Martinet, s.d., in-8, 6 p.
- Propositions résumées d'un mémoire sur l'adénite cervicale, Paris : impr. de L. Martinet, s.d., in-8°, 2 p.
- Quelques mots de Mr H. Larrey sur la syphilisation, Paris : impr. de L. Martinet, s.d., in-8, 8 p.
- Rapport de M. H. Larrey, sur les "Éléments de chirurgie militaire" de sir Georges Ballingall, Paris : impr. de Plon frères, s.d., in-8°, 8 p.
- Tumeur énorme et indéterminée du poignet, présentée par M. H. Larrey à la Société de chirurgie, Paris : impr. de H. Plon, s.d., in-8°, 4 p.
- Anévrisme artérioso-veineux de la cuisse, Paris : impr. de H. Plon, s.d., in-8°, 8 p.
- Extraction des corps étrangers de l'articulation du genou, Paris : Impr. de H. Plon, s.d., in-8, 6 p.
- Observation d'hermaphrodisme, Paris : impr. de H. Plon, s.d., in-8°, 3 p.
- Quelques mots à l'Académie sur un cas de Monstruosité pygomèle, Paris : impr. de E. Martinet, s.d., in-8°, 3 p.
- Quelques mots sur l'anesthésie, Paris : impr. de Plon frères, s.d., in-8°, 8 p.
- Rapport sur un mémoire manuscrit de Mr Henri Dumont relatif à la maladie des sucreries, Paris : Imprimerie impériale, s.d., in-8°, 15 p.
- Mutilation des organes génitaux par un éclat d'obus compliquée de deux autres blessures et d'une fistule vésico-rectale : présenté à la Société de chirurgie de Paris (séance du 23 janv. 1856), Paris : impr. de H. Plon, s.d., in-8°, 5 p.
- Proposition de loi ayant pour objet l'addition au budget du Ministère de la Guerre d'une somme de 5 millions à répartir entre tous les officiers et assimilés retraités d'après le tarif de la loi de 1861, Versailles : impr. de Cerf et fils, s.d., in-4°, 3 p.
- Institut de France. Académie royale des sciences. Sur un kyste pileux de l'ovaire qui s'est ouvert à la fois dans l'intérieur de la vessie et à l'extérieur de l'abdomen, par M. H. Larrey, Paris : impr. de Bachelier, s.d., in-4°, 2 p.